# Mapa de suelo
El mapa de suelo es una representación geográfica que muestra la diversidad de tipos de suelo y propiedades del suelo (PH, texturas, materia orgánica, profundidad) en el área de interés por lo general, es el resultado final de un inventario de levantamiento de suelo. Los mapas de suelos se utilizan más comúnmente para la evaluación de tierras, la planificación espacial, la extensión agrícola, la protección ambiental y proyectos similares. Los mapas de suelos tradicionales suelen mostrar solo la distribución general de los suelos, acompañados del informe del levantamiento de suelos. Muchos nuevos mapas de suelos se derivan usando técnicas de mapeo digital de suelos. Dichos mapas suelen tener un contexto más rico y muestran un mayor detalle espacial que los mapas de suelos tradicionales. Los mapas de suelos producidos utilizando técnicas (geo)estadísticas también incluyen una estimación de la incertidumbre del modelo.

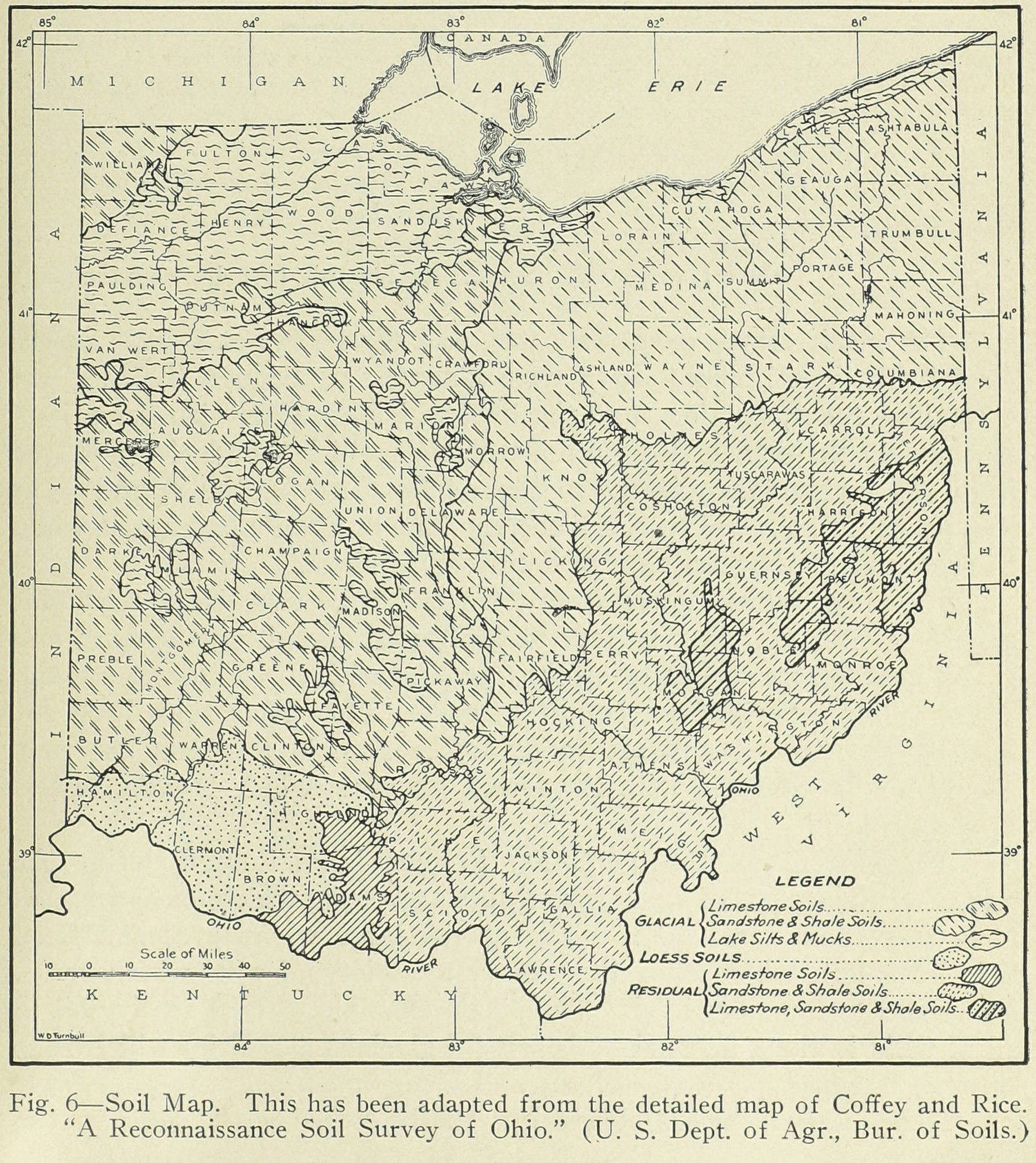
Mapa de suelos de "Geografía de Ohio", 1923

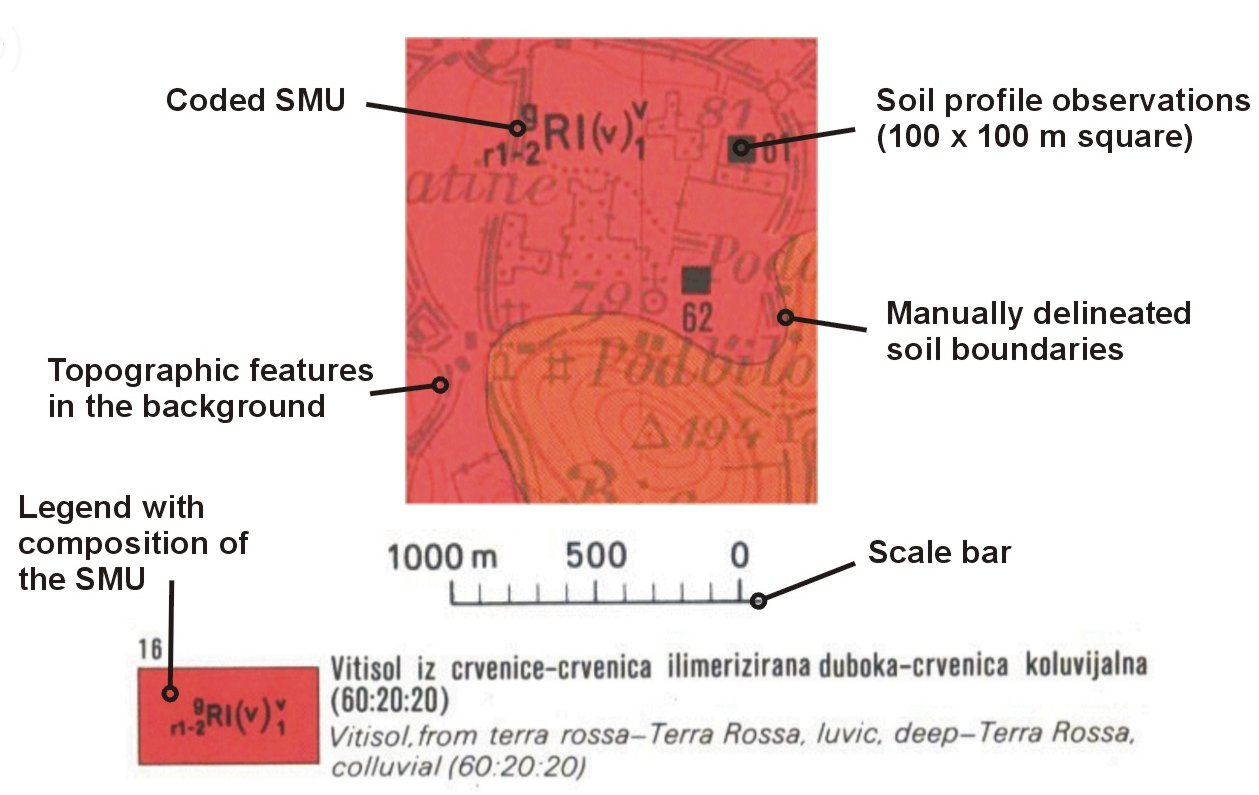
Un ejemplo de un mapa de suelos tradicional que muestra unidades de mapeo de suelos, perfiles de suelo descritos y leyenda

En la era digital, los mapas de suelos vienen en varios formatos vectoriales y ráster digitales y se utilizan para diversas aplicaciones en geociencias y ciencias ambientales. En este contexto, los mapas de suelos son solo visualizaciones de los inventarios de recursos de suelos comúnmente almacenados en un Sistema de Información de Suelos (SIS), del cual la mayor parte es una Base de Datos Geográfica de Suelos. Un Sistema de Información de Suelos es básicamente una recopilación sistemática de mapas completos (valores de las variables objetivo del suelo disponibles para toda el área de interés) y mapas de clases y propiedades del suelo cuadriculados o vectoriales con un informe adjunto, manual de usuario y metadatos. Un SIS es en la mayoría de los casos, una combinación de polígono y mapas de puntos vinculados con tablas de atributos para observaciones de perfil, unidades de mapeo de suelos y clases de suelos. Se pueden manipular diferentes elementos de un SIS y luego visualizarlos contra la referencia espacial (cuadrículas o polígonos). 
Por ejemplo, los perfiles del suelo se pueden usar para hacer predicciones espaciales de diferentes propiedades químicas y físicas del suelo. En el caso del mapeo pedométrico, tanto las predicciones como las simulaciones (2D o 3D, ubicación geográfica más profundidad del suelo) de los valores se visualizan y utilizan para el modelado GIS.

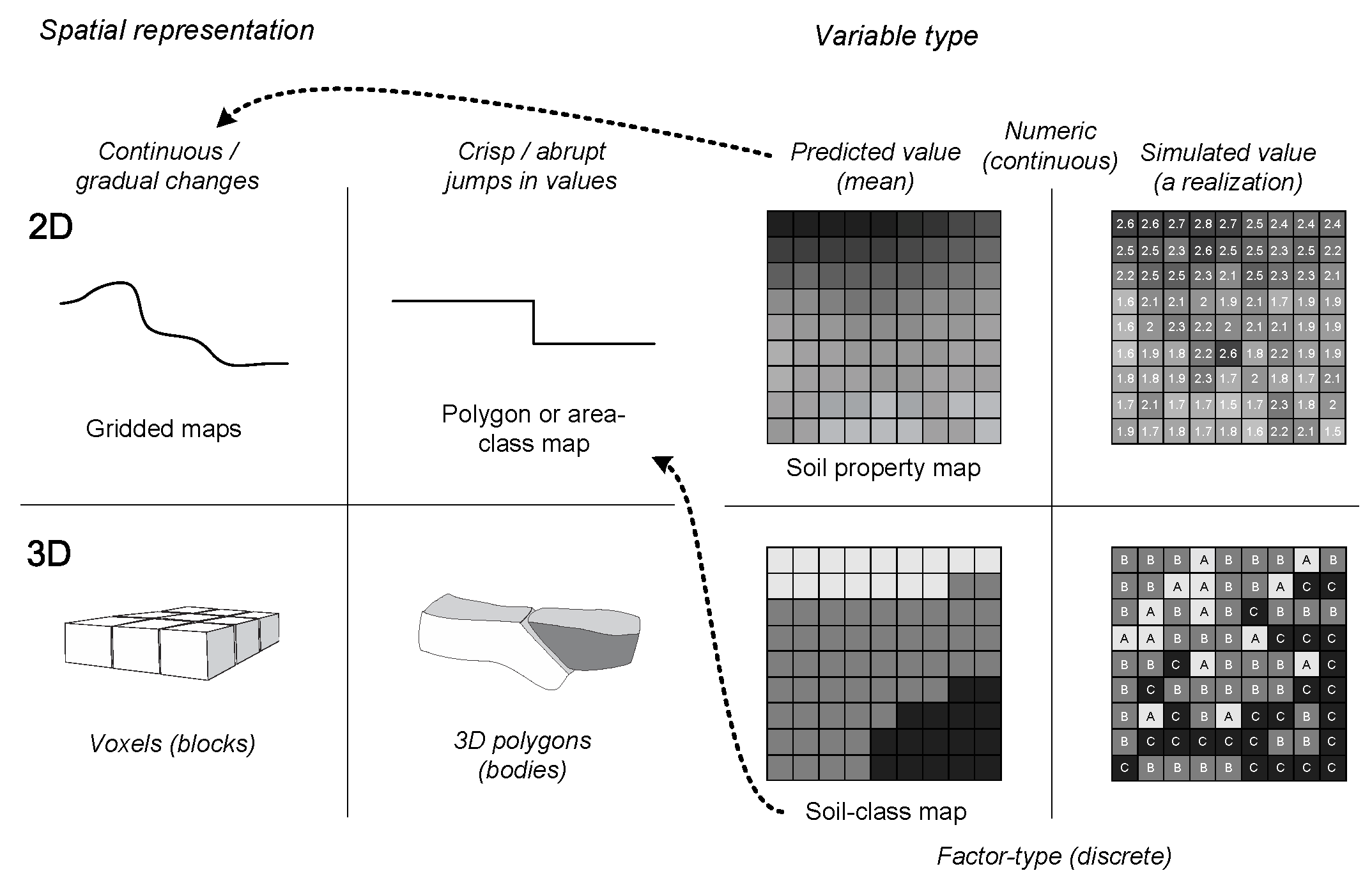
Clasificación de tipos de mapas de suelos en base a representación espacial y tipo de variable.

Es importante distinguir entre los siguientes tipos de mapas de suelos:
- Mapas de polígonos de suelo dibujados a mano que representan la distribución de los tipos de suelo.
- Mapas de propiedades del suelo 2D/3D simulados o previstos (propiedades primarias o secundarias del suelo).
- Mapas de clase de suelo simulados o predichos (2D).

También se deben distinguir los mapas de suelos que muestran los atributos primarios del suelo es decir, los atributos del suelo originalmente descritos o medidos en el campo, y los atributos del suelo inferidos, también llamados información secundaria del suelo, es decir las propiedades de los suelos en el contexto del uso del suelo: suelo capacidad de producción, reacción del suelo a cierto uso, funciones del suelo, medidas de degradación del suelo, etc.